# Hesperia (Kalifornien)
Hesperia ist eine Stadt im San Bernardino County des US-Bundesstaats Kalifornien.
Das U.S. Census Bureau hat bei der Volkszählung 2020 eine Einwohnerzahl von 99.818 ermittelt.
Hesperia liegt in der Mojave-Wüste, etwa 120 Kilometer nordöstlich von Los Angeles. Das Stadtgebiet hat eine Fläche von 174,6 Quadratkilometern.
Die Einwohnerzahl hat sich seit dem Jahr 2000 innerhalb eines Jahrzehnts deutlich gesteigert. Waren 2000 noch rund 62.000 Bewohner in Hesperia registriert, steig diese Zahl auf über 90.000 im Jahr 2010. Rund die Hälfte der Stadtbevölkerung sind Weiße, gefolgt von Latinos. Minderheiten sind Afroamerikaner und Asiaten. Im Jahr 2010 waren rund 26.000 Haushalte in der Stadt registriert.
Die Stadt verfügt außerdem etwas außerhalb der Siedlungsgebiete über einen kleinen Flugplatz.

## Söhne und Töchter der Stadt
- Joel Miller (* 1988), US-amerikanischer Rennfahrer
- Joel Pimentel de León (* 1999), Sänger bei CNCO